# Herbinix hemicellulosilytica
Herbinix hemicellulosilytica es una especie de bacteria grampositiva del género Herbinix. Fue descrita en el año 2015, es la especie tipo. Su etimología hace referencia a disolución de hemicelulosa. Es anaerobia estricta, inmóvil y termófila. Tiene un tamaño de 0,5 μm de ancho por 2-6 μm de largo. Forma colonias convexas, circulares y blancas con un margen translúcido en agar GS2. Temperatura de crecimiento entre 45-62 °C, óptima de 55 °C. Catalasa negativa. Se ha aislado de una planta de producción de biogás en Alemania. 